# Washburn (Illinois)
Washburn es una villa ubicada en el condado de Woodford en el estado estadounidense de Illinois. En el Censo de 2010 tenía una población de 1155 habitantes y una densidad poblacional de 582,18 personas por km².

## Geografía
Washburn se encuentra ubicada en las coordenadas 40°55′13″N 89°17′32″O / 40.92028, -89.29222. Según la Oficina del Censo de los Estados Unidos, Washburn tiene una superficie total de 1.98 km², de la cual 1.98 km² corresponden a tierra firme y (0%) 0 km² es agua.

## Demografía
Según el censo de 2010, había 1155 personas residiendo en Washburn. La densidad de población era de 582,18 hab./km². De los 1155 habitantes, Washburn estaba compuesto por el 97.66% blancos, el 0.43% eran afroamericanos, el 0% eran amerindios, el 0% eran asiáticos, el 0% eran isleños del Pacífico, el 1.13% eran de otras razas y el 0.78% pertenecían a dos o más razas. Del total de la población el 2.6% eran hispanos o latinos de cualquier raza.